# Teodolius Witkowski
Teodolius Witkowski (* 5. April 1930 in Czernowitz; † 2018) war ein deutscher Slawist und Onomastiker. Er widmete sich insbesondere der Ortsnamenforschung und der Terminologie der Namenkunde. Sein Werk Grundbegriffe der Namenkunde gilt als eine der ersten systematischen Darstellungen zur terminologischen Grundlegung der Onomastik und wurde in späteren Fachveröffentlichungen international als Referenz herangezogen.

## Leben und Wirken
Witkowski wurde als Angehöriger der deutschen Volksgruppe im damals zu Rumänien gehörenden Czernowitz geboren und kam infolge des Zweiten Weltkriegs nach Sachsen. Nach dem Abitur, das er 1951 in Limbach-Oberfrohna ablegte, studierte er von 1952 bis 1957 an der Universität Greifswald Germanistik, Slawistik und Philosophie. Als wissenschaftlicher Assistent blieb er bis 1959 in Greifswald. Mit der Arbeit Die Ortsnamen des Kreises Stralsund promovierte er dort 1961 zum Dr. phil.
Ab 1959 arbeitete er am Institut für Slawistik der Deutschen Akademie der Wissenschaften zu (Ost-)Berlin, das 1969 im Zentralinstitut für Sprachwissenschaft aufging und wo Witkowski bis 1975 wirkte. Von 1963 bis 1973 leitete er dort die Arbeitsgruppe Namen- und Reliktwortforschung, der auch Gerhard Schlimpert und Reinhard E. Fischer angehörten. Seine 1964 erschienene Monographie Grundbegriffe der Namenkunde machte Witkowski in Fachkreisen im In- und Ausland bekannt. Zusammen mit dem Institutsdirektor Hans Holm Bielfeldt begründete er 1966 die Schriftenreihe Berliner Beiträge zur Namenforschung. Mit der Schrift Theorie und Methoden der Namenforschung. Studien zu den Aufgaben und Problemen der germanoslawischen Namenforschung in der DDR schloss Witkowski 1971 an der Humboldt-Universität zu Berlin die Promotion B zum Dr. sc. phil. (entspricht einer Habilitation) ab. Er war Mitherausgeber des Brandenburgischen Namenbuchs. Daneben widmete er sich der Ortsnamenforschung in Mecklenburg.
Da er – anders als die meisten Funktionäre an der Akademie der Wissenschaften der DDR – kein SED-Mitglied war, erlitt er als Arbeitsgruppenleiter politische Querelen. Deshalb wechselte er 1976 zur Sächsischen Akademie der Wissenschaften nach Leipzig, wo er während der folgenden zwei Jahrzehnte bis zu seinem Eintritt in den Ruhestand am Brandenburg-Berlinischen Wörterbuch mitarbeitete.
Als Wissenschaftler veröffentlichte er bedeutende Arbeiten zur Onomastik, insbesondere zur Terminologie und Methodologie der Namenforschung. Als anerkannter Onomastiker war er Mitglied der Onomastischen Kommission des Internationalen Slawistenkomitees. Politisch engagierte sich Witkowski nach der deutschen Wiedervereinigung als parteiloser Abgeordneter in Brandenburg. Sein Tod 2018 wurde in der Fachwelt gewürdigt, unter anderem durch einen Nachruf in der Rivista Italiana di Onomastica.

## Publikationen (Auswahl)
- Grundbegriffe der Namenkunde. Akademie Verlag, Berlin 1964.
- Slawische Namenforschung. De Gruyter, Berlin 1964.
- Die Ortsnamen des Kreises Stralsund. (Dissertation), De Gruyter, Berlin 1965, Reprint 2024, ISBN 3-11-275856-0.
- Theorie und Methoden der Namenforschung. Studien zu den Aufgaben und Problemen der germanoslawischen Namenforschung in der DDR. (Promotion B), Berlin, 1971.
- Personennamengebung und Personennamengebrauch in der DDR. in: Namenkundliche Informationen 23, 1973, S. 7–14.
- Die Ortsnamen des Kreises Greifswald. Böhlau Verlag, Weimar 1978.
- (Mitherausgeber) Brandenburg-Berlinisches Wörterbuch. Berlin, 1984.
- Probleme der Terminologie. in: Namenforschung – Ein internationales Handbuch zur Onomastik, De Gruyter, Berlin 1995, ISBN 3-11-011426-7,  S. 288–294.